# 山梨市営バス

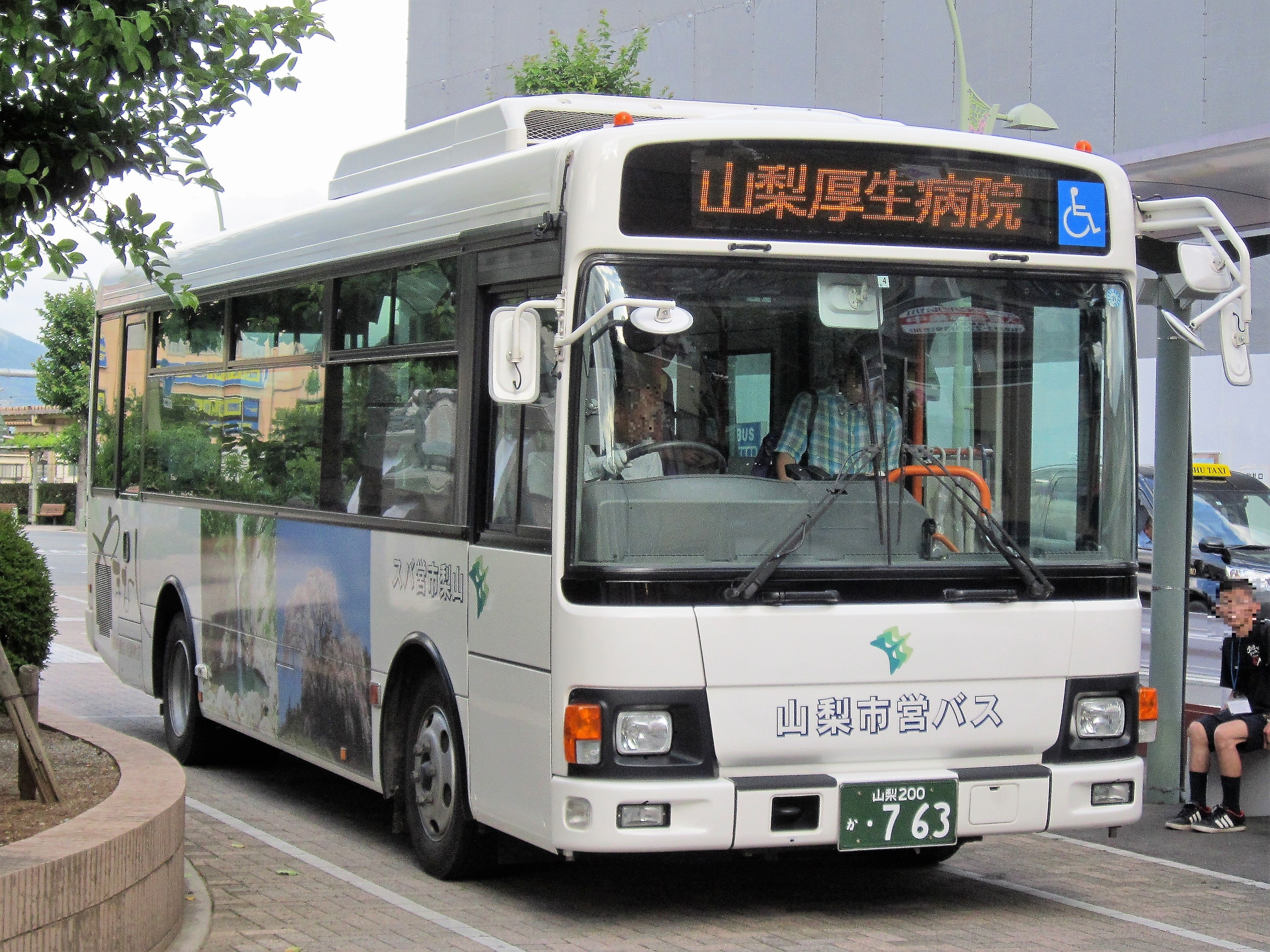
山梨市営バス（2019年6月、山梨市駅前にて）

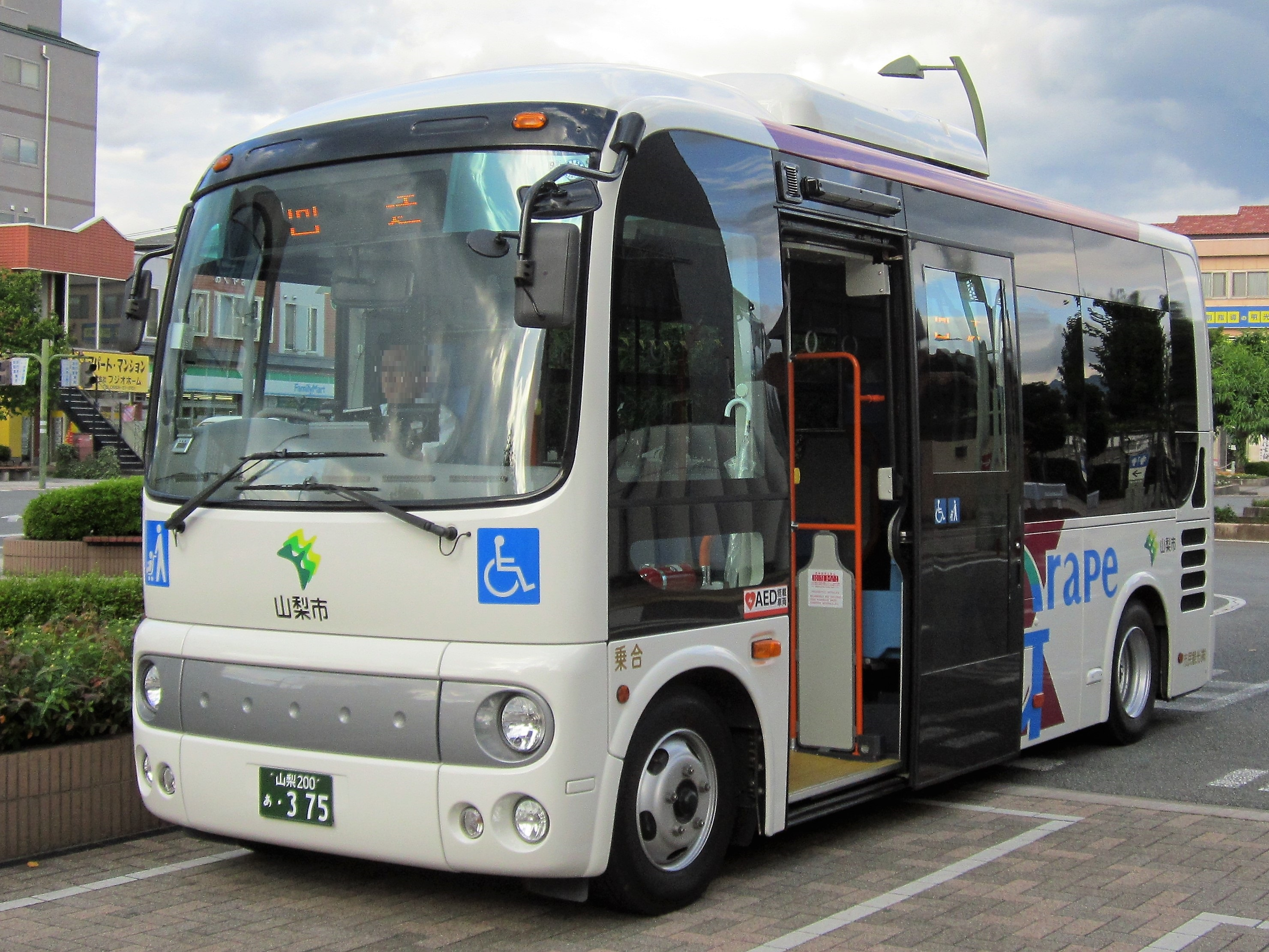
山梨市営バス（2019年6月、山梨市駅前にて）

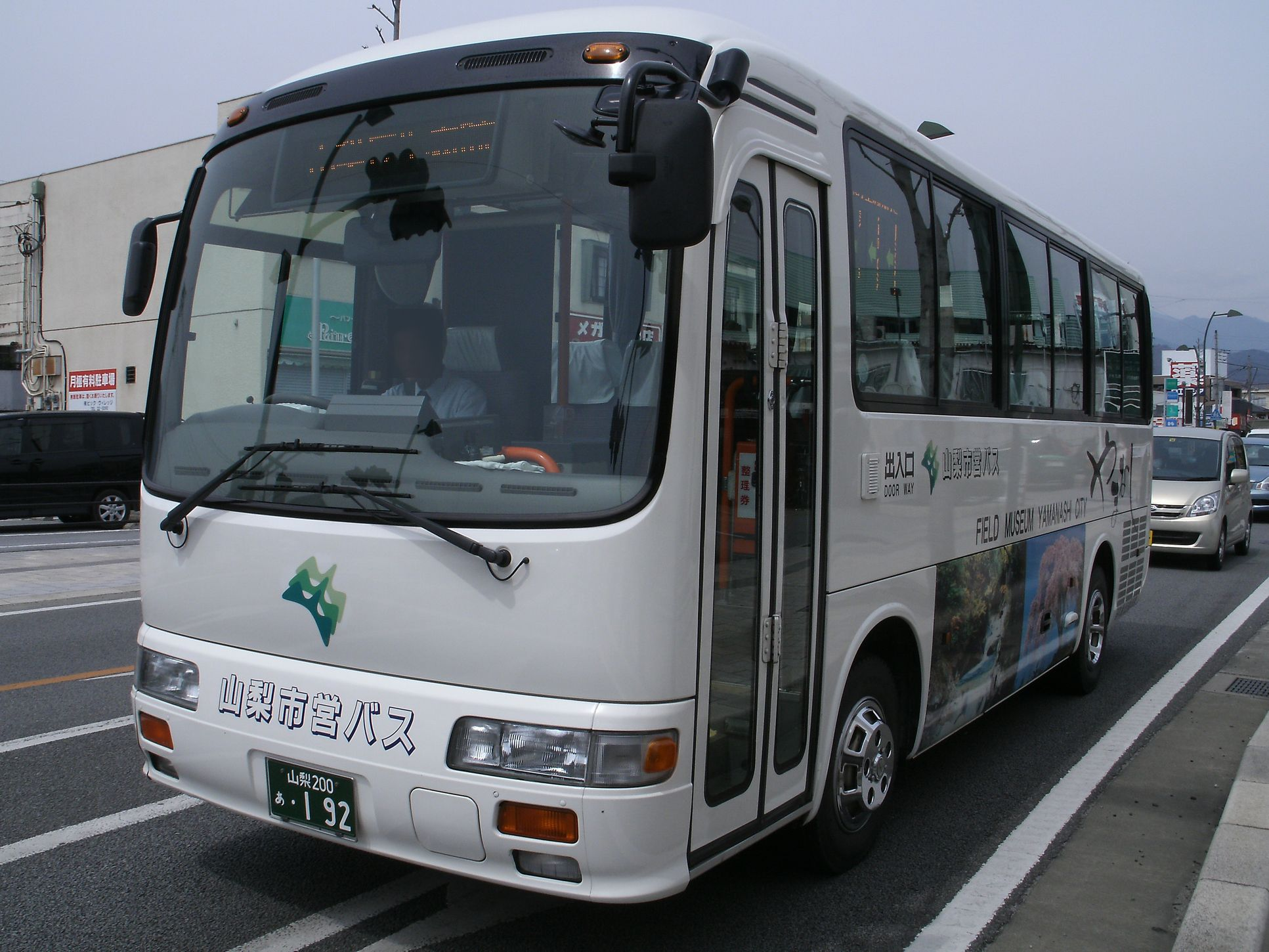
山梨市営バス（2010年4月 山梨市駅付近にて）

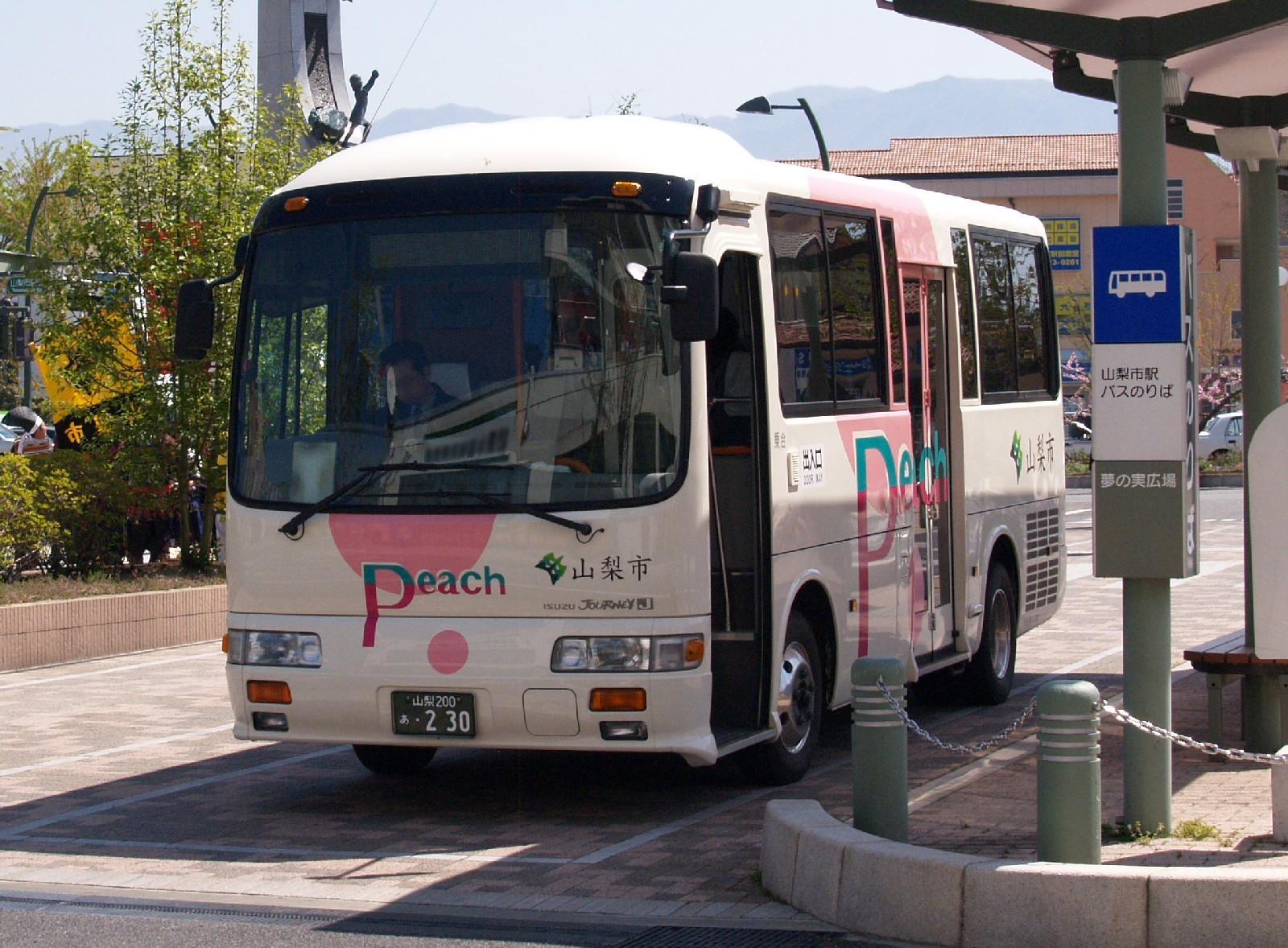
山梨市営バス（2009年4月、山梨市駅前にて）

山梨市営バス（やまなししえいバス）は、山梨県山梨市で運行するコミュニティバス。

## 概要
旧山梨市および旧牧丘町では山梨交通が路線バスの運行をおこなってきたが、合理化により一部路線を除き廃止されたため、路線を引き継ぐ形で旧山梨市は山梨市巡回バス、旧牧丘町は牧丘町営バスを運行してきた。2005年（平成17年）3月22日に三富村と合併して新山梨市になったことから2つのコミュニティバスも統合され、現在の市営バスとなった。

## 路線
大まかに分かれて山梨市巡回バスを引き継いだ山梨循環線（山梨地域巡回）、牧丘町営バスを引き継いだ牧丘循環線（牧丘地域巡回）、西沢渓谷へ向かう西沢渓谷線の3つに分かれている。

### 山梨循環線（山梨地域巡回）: 市民観光株式会社
南方面巡回
- 山梨市役所→山梨市駅→上石森→日川高校→山梨高校入口→山梨市駅
- 山梨市駅→加納岩総合病院→山梨市役所→山梨厚生病院→小田屋→山梨厚生病院→万力公園→山梨市駅→加納岩総合病院→山梨市役所→老人健康福祉センター
- 山梨厚生病院→山梨市役所→加納岩総合病院→山梨市駅→上石森→日川高校→山梨高校入口→山梨市駅→万力公園→山梨厚生病院
- 老人健康福祉センター→山梨市役所→山梨市駅→万力公園→山梨厚生病院→フルーツ公園入口→山梨市駅
- 山梨市駅→上石森→日川高校→山梨高校入口→山梨市駅→加納岩総合病院→山梨市役所→老人健康福祉センター
- 老人健康福祉センター→山梨市役所→加納岩総合病院→山梨市駅→上石森→日川高校→山梨高校入口→山梨市駅
- 老人健康福祉センター→東後屋敷→東山梨駅→西後屋敷→老人健康福祉センター→山梨市役所→加納岩総合病院→山梨市駅
- 山梨市駅→加納岩総合病院→山梨市役所→老人健康福祉センター→東後屋敷→東山梨駅→西後屋敷→老人健康福祉センター

北方面巡回
- 戸市→切差→水口→市川→老人健康福祉センター→山梨市役所→加納岩総合病院→山梨市駅
- 山梨厚生病院→フルーツ公園入口→万力公園→山梨市駅→加納岩総合病院→山梨市役所→老人健康福祉センター→市川→水口→切差→戸市
- 山梨市駅→加納岩総合病院→山梨市役所→東山梨駅→西後屋敷→紺屋→山梨市役所→加納岩総合病院→山梨市駅→万力公園→山梨厚生病院→フルーツ公園入口→山梨市駅→加納岩総合病院→山梨市役所→老人健康福祉センター
- 山梨厚生病院→万力公園→山梨市駅→加納岩総合病院→山梨市役所→東山梨駅→西後屋敷→紺屋→山梨市役所→加納岩総合病院→山梨市駅
- 山梨市駅→加納岩総合病院→山梨市役所→老人健康福祉センター→市川→水口→山梨市役所→加納岩総合病院→山梨市駅→加納岩総合病院→山梨市役所→老人健康福祉センター
- 老人健康福祉センター→紺屋→山梨市役所→加納岩総合病院→山梨市駅→加納岩総合病院→山梨市役所→老人健康福祉センター

笛吹川フルーツ公園線
- 山梨市駅 - 万力公園 - フルーツ公園 - フルーツセンター

### 牧丘循環線（牧丘地域巡回）: 株式会社栄和交通
- 花かげの湯前 - 窪平 - 牧丘病院[1] - JA中牧西 - 城下 - 常磐橋 - 牧平 - 洞雲寺 - 塩平
- 窪平 - 牧丘病院[1] - JA中牧西 - 真智 - 常磐橋 - 牧平 - 洞雲寺 - 塩平
- 塩山駅→塩山高校→恵林寺[2]→窪平→杣口→杣口上
- 杣口上→杣口→窪平→牧丘病院→窪平→恵林寺[2]→塩山高校→塩山駅
- 杣口上 - 杣口 - 成沢 - 花かげの湯前

### 西沢渓谷線: 笛吹観光自動車株式会社
- 山梨厚生病院 - 山梨市駅 - 加納岩総合病院 - 山梨市役所 - 日下部警察署前 - 花かげの湯 - 窪平 - 道の駅花かげの郷まきおか - 三富支所 - 川浦温泉 - 道の駅みとみ - 西沢渓谷入口

## 料金
高校生以下の学生、障がい者とその介護人は規定の運賃の半額、未就学児は無料で乗車できる。
- 山梨循環線・牧丘循環線
  - 200円
- 西沢渓谷線
  - 距離変動制（外部リンク参照）
- 回数券あり